# Chehel Sotun

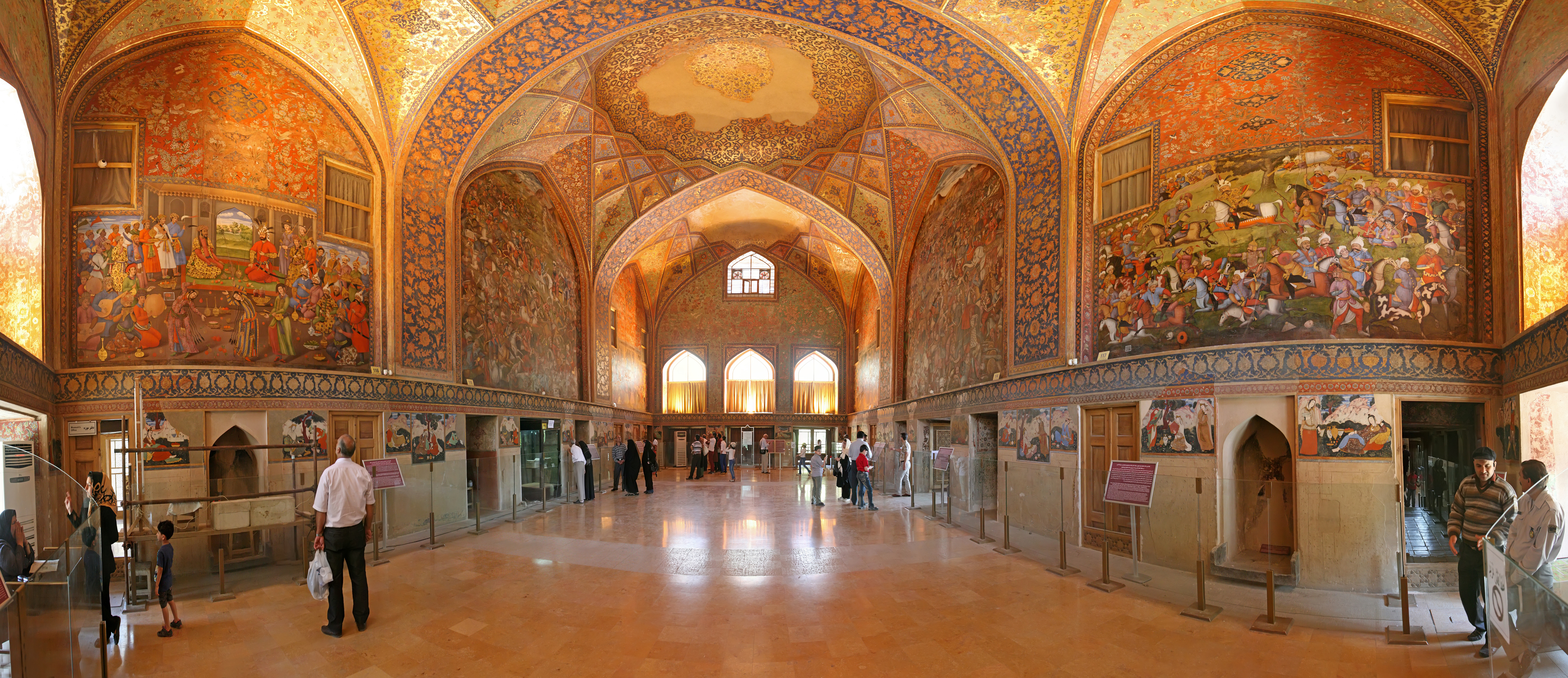
Chehel Sotun palats.

Chehel Sotun (persiska: چهل‌ستون, bokstavligen "Fyrtio pelare") är en trädgård och ett palats som hör till safavidernas tid. Palatset har utsmyckats med målningar, kakel och speglar på väggar och i tak.

## Bildgalleri

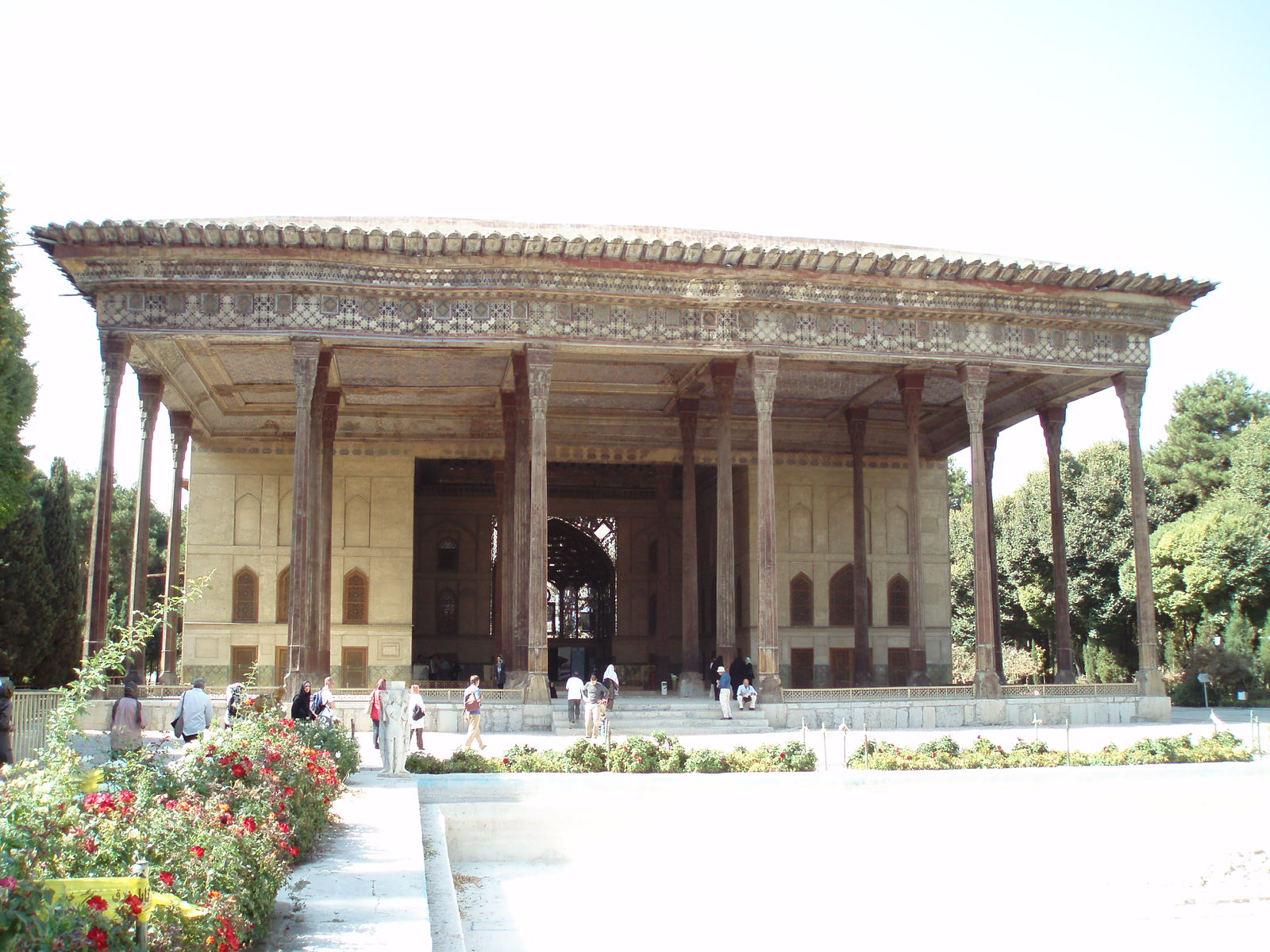
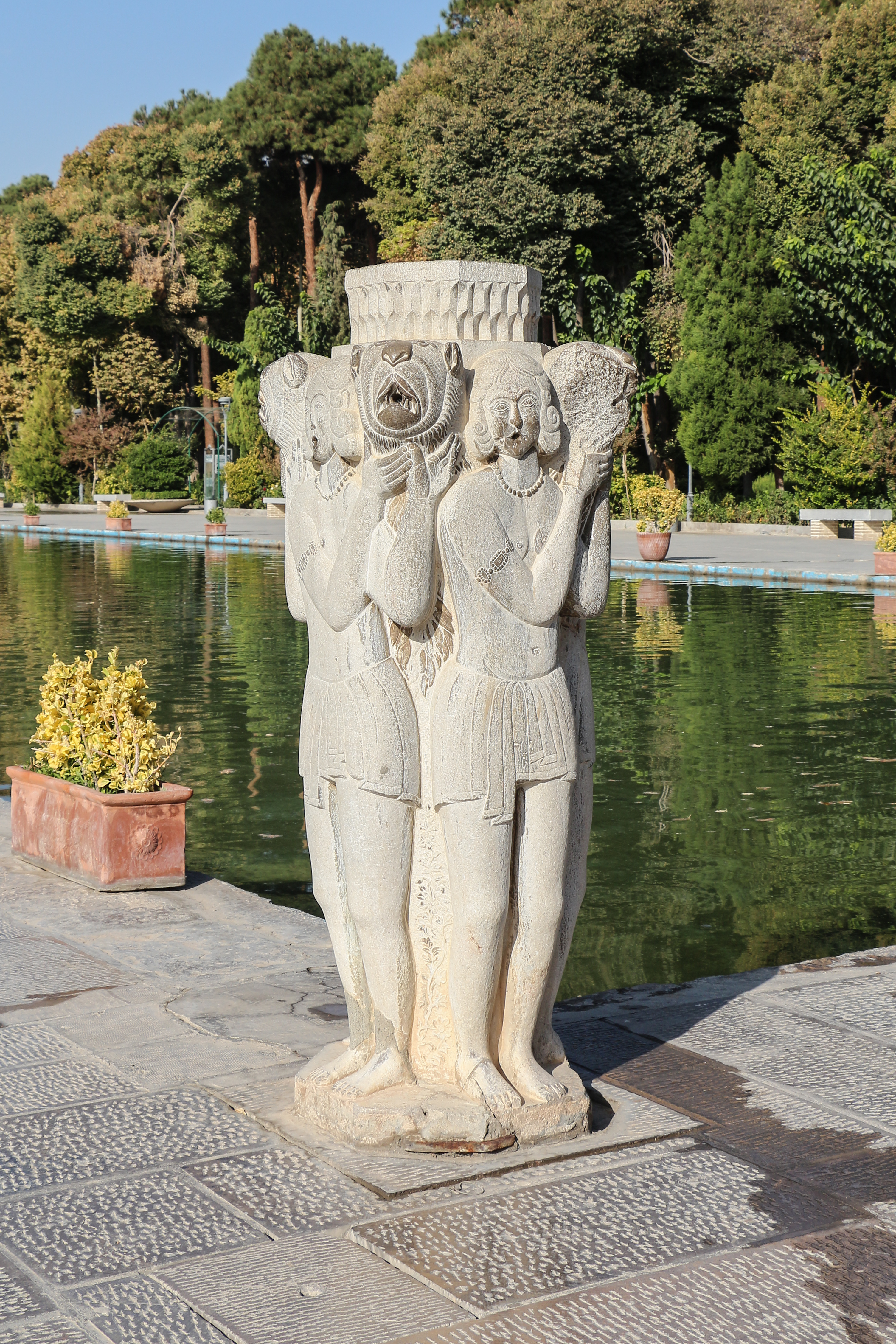
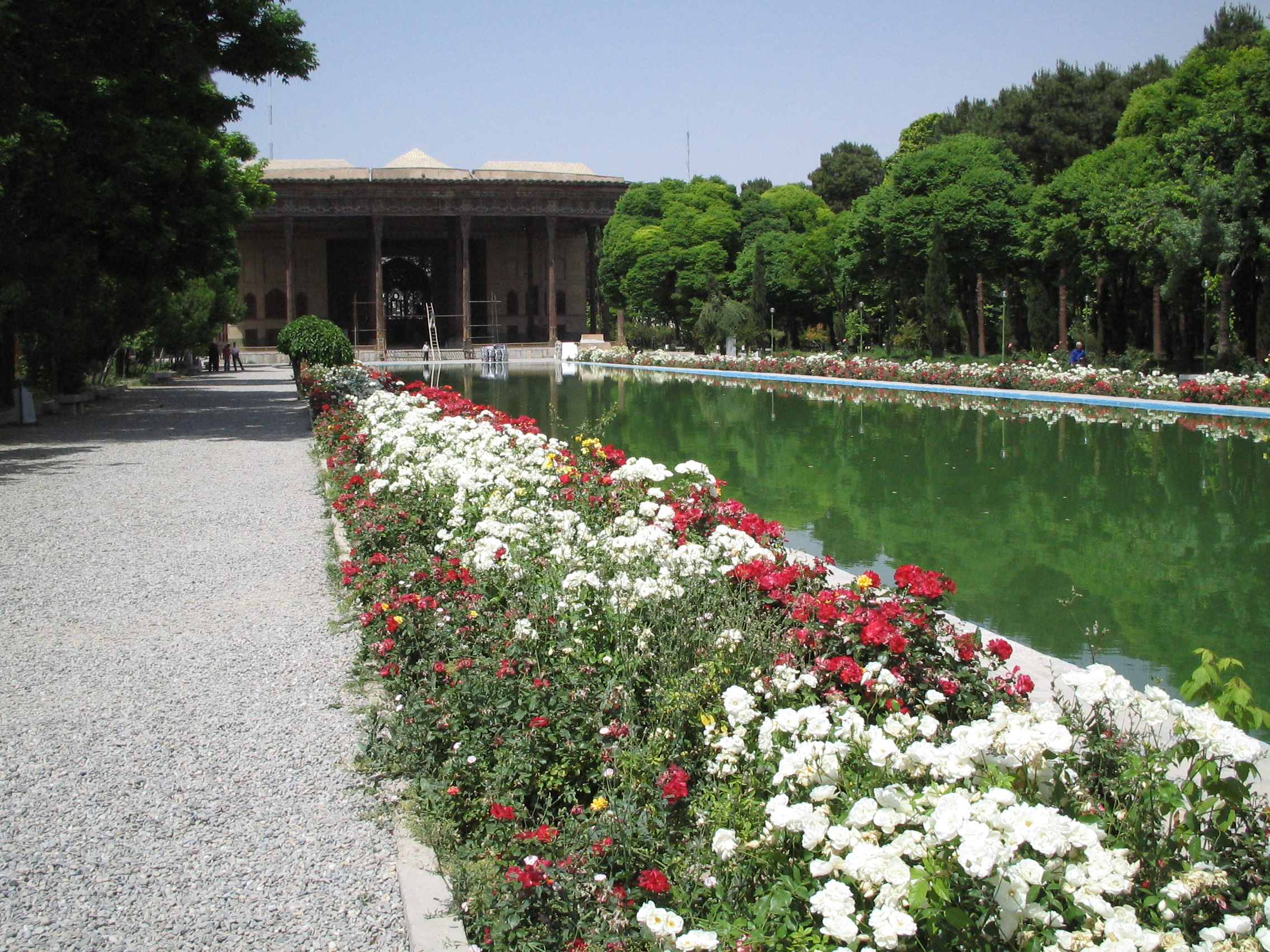
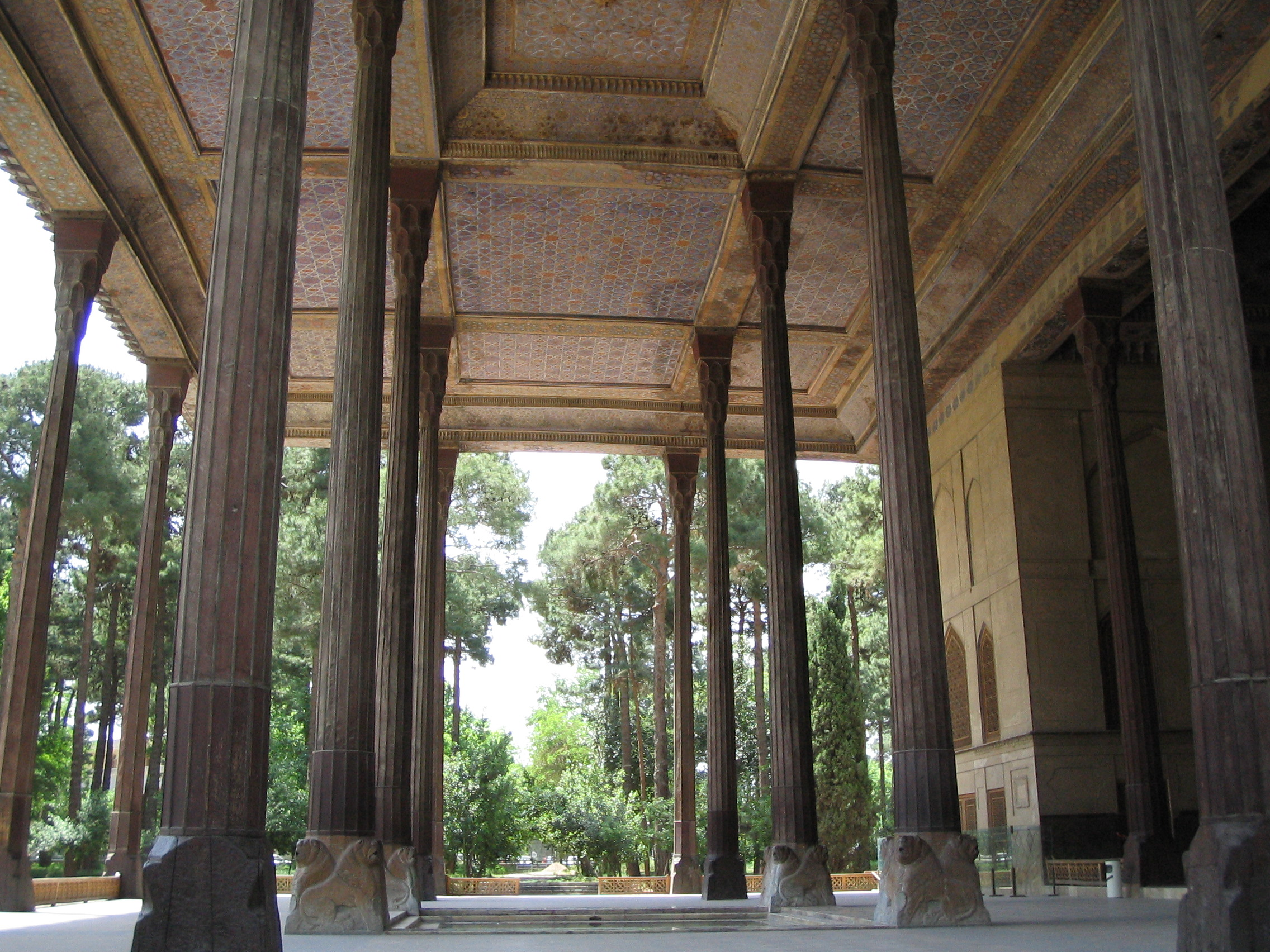
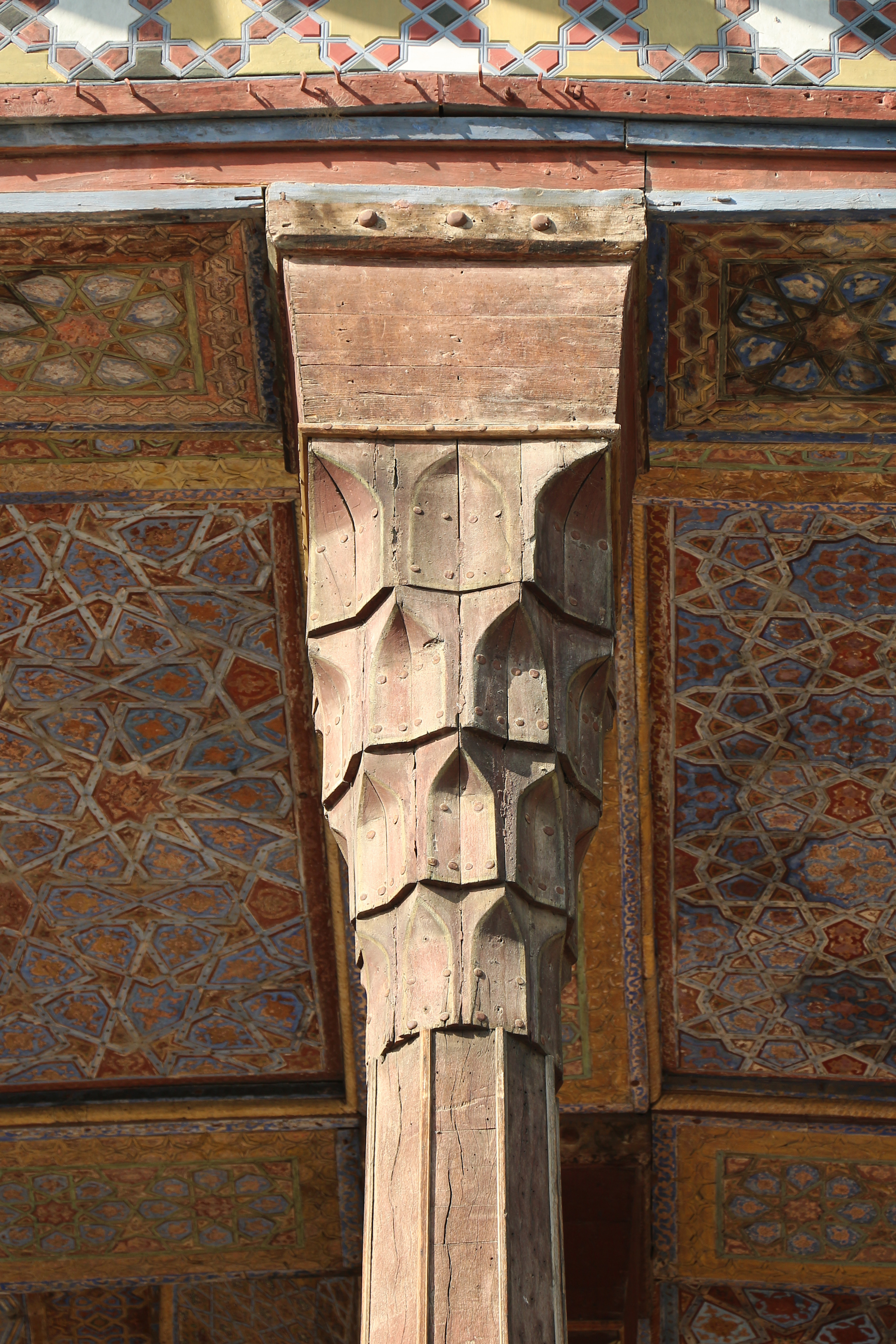